# Чафери (Ђенова)
Чафери је насеље у Италији у округу Ђенова, региону Лигурија.
Према процени из 2011. у насељу је живело 18 становника. Насеље се налази на надморској висини од 483 м.